# St. Josef (Horst)
Koordinaten: 51° 1′ 38″ N, 6° 10′ 30″ O

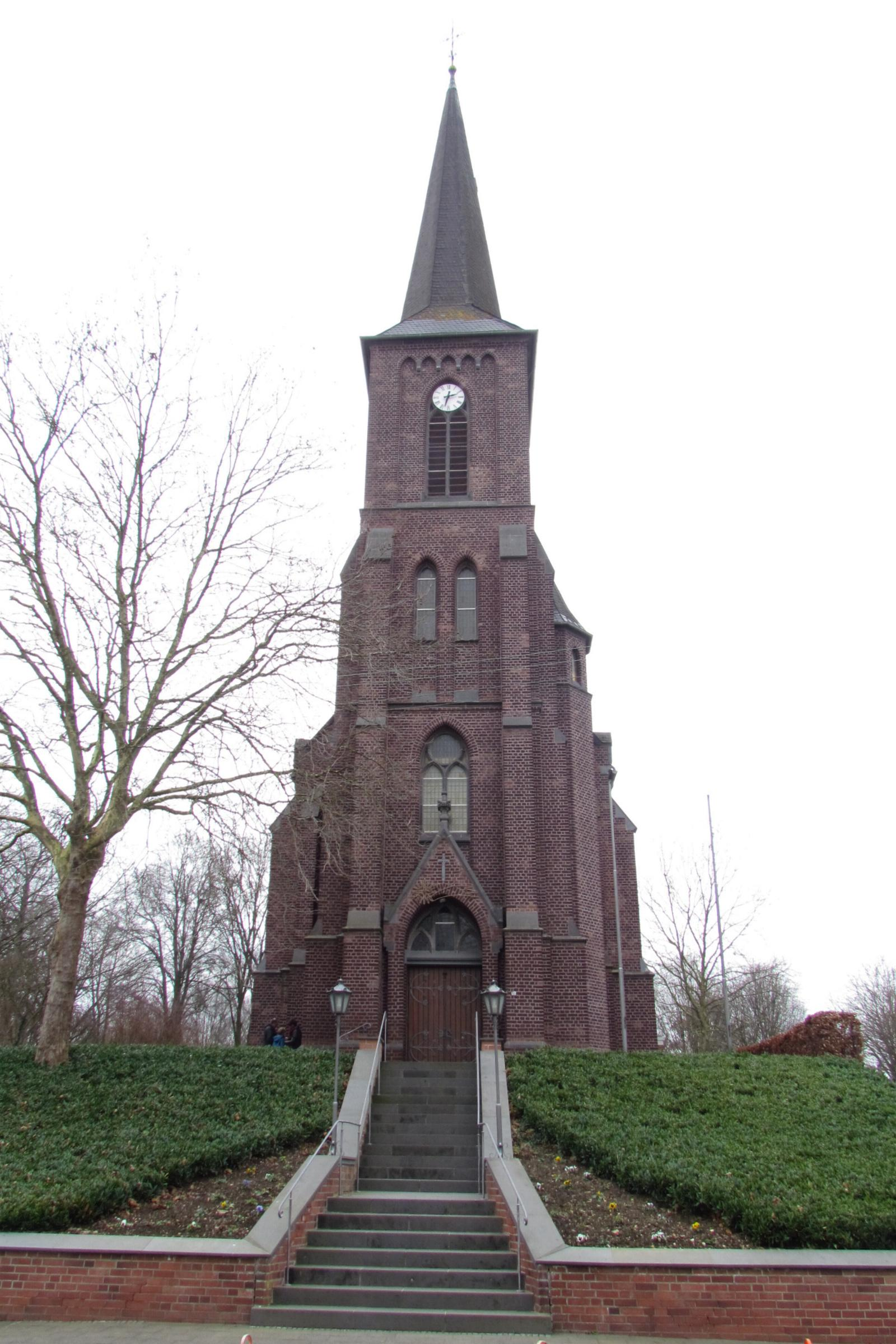
Turmansicht der Kirche St. Josef

Die Kirche St. Josef hat ihren Standort im Ortsteil Horst in der Stadt Heinsberg in Nordrhein-Westfalen. Sie steht als Baudenkmal unter Denkmalschutz.

## Lage
Die einschiffige Kirche steht am Ortseingang von Randerath kommend, auf einer kleinen Anhöhe an der Randerather Straße. An das Kirchengebäude  schließt der Friedhof an. 

## Geschichte
Im Jahre 1892 entwarf der Architekt Julius Busch aus Neuss einen Bauplan zum Bau einer Kirche in Horst. Am 14. Mai 1894 war die Grundsteinlegung. Am 9. Oktober 1895 benedizierte der Ortspfarrer Gottfried Mommartz aus Dremmen die Kirche. Die feierliche Weihe war am 21. Juli 1915. Kriegsschäden an der Kirche wurden bis 1949 behoben. An der Nordseite des Chores baute man 1962 nach Planung von J. Esser aus Dremmen eine zweite Sakristei an.
Die Pfarrei gehört heute zur Gemeinschaft von Gemeinden (GdG) Heinsberg-Oberbruch.

## Architektur
Die Kirche ist ein einschiffiger, neugotischer Backsteinbau mit einem spitzbogigen,  vierjochigen Kreuzrippengewölbe. Der einjochige Chor hat einen fünfseitigen Chorschluss. Der viergeschossige Westturm besitzt an der rechten Seite ein fünfseitiges Treppentürmchen. 

## Ausstattung
- Die Orgel mit 6 Registern, und einer pneumatischen Traktur aus dem Jahre 1952, wurde von der Gerhard & Söhne aus Boppard gebaut.
- Im Kirchturm befinden sich drei Glocken aus den Jahren 1895, 1952 und 1951. (fis¹ - ais¹ - cis²)[2]
- Am Kirchturm ist eine Turmuhr eingebaut.
- Die Kirche besitzt eine Buntverglasung.[3]
- Neben dem Hauptaltar stehen rechts und links Seitenaltäre, ein Predigtstuhl, sowie einige Heiligenfiguren.